# 雅可比-安格展开式
在数学中，雅可比-安格展开式（英語：Jacobi-Anger Expansion），或称雅可比-安格恒等式（英語：Jacobi-Anger Identity），是一种将特定形式的复指数函数展开成无穷个谐波分量之和的方法，在物理学（例如在平面波和柱面波之间转换）等领域中有所应用。此展开式以19世纪数学家卡尔·雅可比和Carl Theodor Anger的名字命名。
从信号学的角度看，雅可比-安格展开式能够将具有特定频率调制形式的复指数信号展开成无穷个频率为整数倍基频的谐波分量之和，因而可用于对频率调制进行谱线分析。

## 定义形式
雅可比-安格展开式的定义形式如下：
{\displaystyle \mathrm {e} ^{iz\cos \theta }\equiv \sum _{n=-\infty }^{\infty }i^{n}\,J_{n}(z)\,\mathrm {e} ^{in\theta }}
其中{\displaystyle i}是虚数单位，有{\textstyle i^{2}=-1}；{\displaystyle z\in \mathbb {C} ,\,\theta \in \mathbb {R} }；{\displaystyle J_{n}(z)}是{\displaystyle n}阶第一类贝塞尔函数，比如下面是其麦克劳林级数展开形式：
{\displaystyle J_{n}(z)=\sum _{k=0}^{+\infty }\left({\frac {(-1)^{k}}{k!(n+k)!}}\left({\frac {z}{2}}\right)^{n+2k}\right)}
上述形式的贝塞尔函数要求{\displaystyle n}为非负整数，这里通过加入负整数扩充定义{\displaystyle J_{-n}(z)=(-1)^{n}\,J_{n}(z)}，让{\displaystyle J_{n}(z)}对所有整数阶次{\displaystyle n}有效。

## 其他形式

### 正弦形式
通过将定义形式中的{\displaystyle \theta }用{\displaystyle \theta -{\frac {\pi }{2}}}替代，可得到雅可比-安格展开式的正弦形式：
{\displaystyle \mathrm {e} ^{iz\sin \theta }\equiv \sum _{n=-\infty }^{\infty }J_{n}(z)\,\mathrm {e} ^{in\theta }}

### 实值形式
有时也会使用下面这些实值形式，它们是由原始公式和正弦形式经过欧拉公式变形得到的：
{\displaystyle {\begin{aligned}\cos(z\cos \theta )&\equiv J_{0}(z)+2\sum _{n=1}^{\infty }(-1)^{n}J_{2n}(z)\cos(2n\theta ),\\\sin(z\cos \theta )&\equiv -2\sum _{n=1}^{\infty }(-1)^{n}J_{2n-1}(z)\cos \left[\left(2n-1\right)\theta \right],\\\cos(z\sin \theta )&\equiv J_{0}(z)+2\sum _{n=1}^{\infty }J_{2n}(z)\cos(2n\theta ),\\\sin(z\sin \theta )&\equiv 2\sum _{n=1}^{\infty }J_{2n-1}(z)\sin \left[\left(2n-1\right)\theta \right].\end{aligned}}}